# Pokal Slovenije 1994/95
Der Pokal Slovenije 1994/95 war die vierte Austragung des slowenischen Fußballpokalwettbewerbs der Herren. Pokalsieger wurde der NK Mura, der sich in den beiden Finalspielen gegen den NK Publikum Celje durchsetzte. Der Sieger erhielt einen Startplatz im Europapokal der Pokalsieger 1995/96.

## Modus
In den ersten beiden Runden wurde der Sieger in einem Spiel ermittelt. Stand es nach der regulären Spielzeit von 90 Minuten unentschieden, kam es direkt zum Elfmeterschießen. Ab dem Viertelfinale wurden die Begegnungen in Hin- und Rückspiel ausgetragen.

## Teilnehmer
| Nogometna Liga 1993/94      |
| --------------------------- |
| NK Primorje Ajdovščina      |
| ND Petrošnik Beltinci       |
| NK Publikum Celje           |
| NK Jadran Dekani            |
| ND HIT Gorica               |
| NK Belvedur Izola           |
| FC Koper Capodistria        |
| NK Železničar Ljubljana     |
| NK Olimpija Ljubljana       |
| ND Slovan Mavrica Ljubljana |
| NK Branik Maribor           |
| NK Mura                     |
| NK Živila Naklo             |
| NK Elan                     |
| NK Svoboda                  |
| NK Rudar Velenje            |

| Sieger des Regionalpokals | Sieger des Regionalpokals                     |
| ------------------------- | --------------------------------------------- |
| MNZ Celje                 | NK Radeče, NK Dravinja                        |
| MNZ Koper                 | NK Ilirska Bistrica                           |
| MNZG Kranj                | NK Triglav Kranj, ŠD Visoko                   |
| MNZ Lendava               | NK Turnišče, NK Odranci                       |
| MNZ Ljubljana             | NK Zagorje, NK Kočevje                        |
| MNZ Maribor               | NK Kovinar Maribor, NK Korotan Suvel Prevalje |
| MNZ Murska Sobota         | NK Serdica, ŠD Ižakovci                       |
| MNZ Nova Gorica           | ND Bilje                                      |
| MNZ Ptuj                  | NK Aluminij, NK Bistrica                      |

## 1. Runde
|                             | Ergebnis        |                           |
| --------------------------- | --------------- | ------------------------- |
| NK Serdica                  | 1:9             | NK Mura                   |
| NK Triglav Kranj            | 0:6             | NK Rudar Velenje          |
| NK Živila Naklo             | 4:2             | NK Svoboda                |
| NK Olimpija Ljubljana       | 1:0             | NK Zagorje                |
| NK Belvedur Izola           | 2:0             | NK Jadran Dekani          |
| ND Slovan Mavrica Ljubljana | 1:7             | NK Korotan Suvel Prevalje |
| NK Železničar Ljubljana     | 0:3             | NK Publikum Celje         |
| NK Kočevje                  | 2:0             | FC Koper Capodistria      |
| NK Kovinar Maribor          | 0:2             | ND HIT Gorica             |
| NK Ilirska Bistrica         | 2:3             | NK Branik Maribor         |
| NK Odranci                  | 2:2 (3:4 i. E.) | ND Bilje                  |
| ŠD Ižakovci                 | 0:3             | NK Turnišče               |
| NK Aluminij                 | 4:1             | NK Radeče                 |
| NK Dravinja                 | 3:1             | NK Bistrica               |
| NK Elan                     | 1:3             | NK Primorje Ajdovščina    |
| ŠD Visoko                   | 00:10           | ND Petrošnik Beltinci     |

## Achtelfinale
|                       | Ergebnis        |                           |
| --------------------- | --------------- | ------------------------- |
| NK Branik Maribor     | 4:1             | NK Kočevje                |
| NK Aluminij           | 0:4             | NK Olimpija Ljubljana     |
| ND Petrošnik Beltinci | 4:0             | NK Dravinja               |
| NK Mura               | 2:0             | NK Korotan Suvel Prevalje |
| NK Publikum Celje     | 2:0             | NK Živila Naklo           |
| ND HIT Gorica         | 1:0             | NK Turnišče               |
| NK Rudar Velenje      | 2:2 (4:3 i. E.) | NK Primorje Ajdovščina    |
| ND Bilje              | 0:4             | NK Belvedur Izola         |

## Viertelfinale
|                       | Gesamt          |                       | Hinspiel | Rückspiel |
| --------------------- | --------------- | --------------------- | -------- | --------- |
| NK Olimpija Ljubljana | 2:5             | ND Petrošnik Beltinci | 1:4      | 1:1       |
| ND HIT Gorica         | 1:1 (0:3 i. E.) | NK Branik Maribor     | 1:0      | 0:1       |
| NK Rudar Velenje      | 1:2             | NK Publikum Celje     | 0:2      | 1:0       |
| NK Belvedur Izola     | 2:3             | NK Mura               | 0:0      | 2:3       |

## Halbfinale
|                       | Gesamt    |                   | Hinspiel | Rückspiel |
| --------------------- | --------- | ----------------- | -------- | --------- |
| ND Petrošnik Beltinci | (a)2:2(a) | NK Mura           | 1:1      | 0:0       |
| NK Publikum Celje     | 2:1       | NK Branik Maribor | 1:1      | 1:0       |

## Finale

### Hinspiel
| Paarung        | NK Publikum Celje – NK Mura                           |
| Ergebnis       | 1:1 (0:0)                                             |
| Datum          | 10. Mai 1995                                          |
| Stadion        | Skalna Klet, Celje                                    |
| Zuschauer      | 1.000                                                 |
| Schiedsrichter | Žarko Hvalič                                          |
| Tore           | 1:0 Simon Sešler (55., Elfmeter) 1:1 Bojan Rous (73.) |

### Rückspiel
| Paarung        | NK Mura – NK Publikum Celje       |
| Ergebnis       | 1:0 (0:0)                         |
| Datum          | 24. Mai 1995                      |
| Stadion        | Fazanerija-Stadion, Murska Sobota |
| Zuschauer      | 3.000                             |
| Schiedsrichter | Žarko Vidali                      |
| Tore           | 1:0 Nedeljko Topić (84.)          |